# Sanmatenga
O Sanmatenga é uma província de Burkina Faso localizada na região Centro-Norte. Sua capital é a cidade de Kaya.

## Departamentos

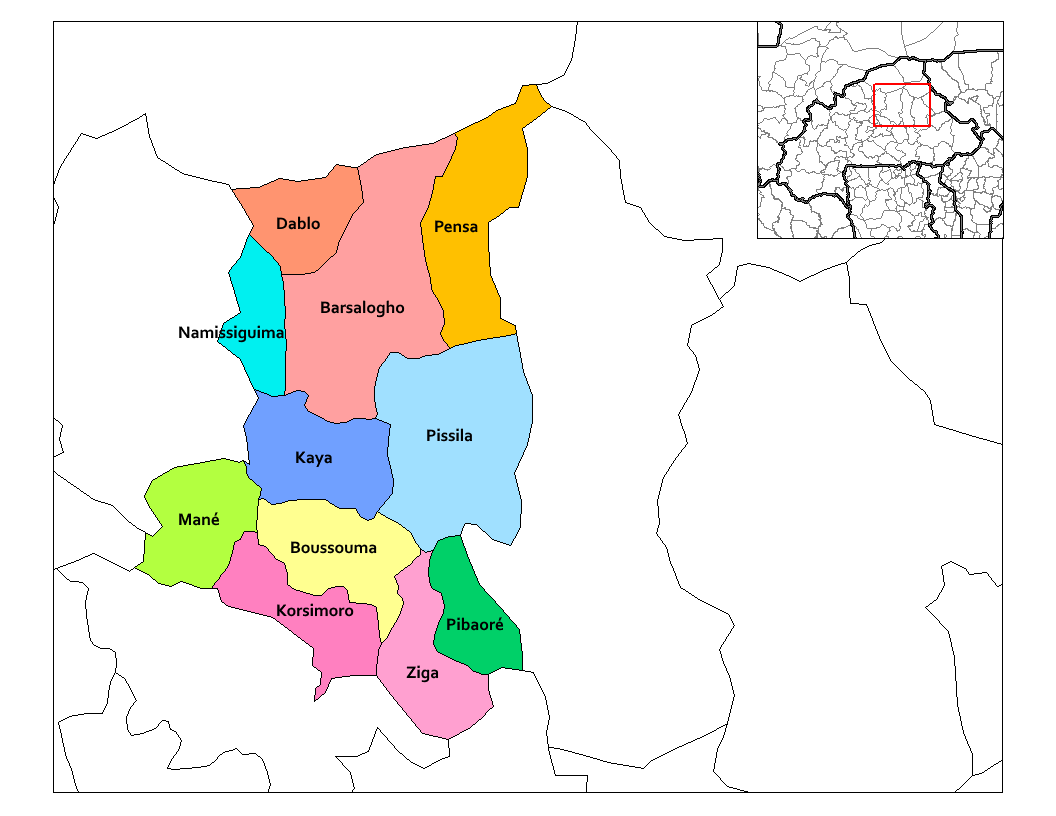
Localização dos diversos departamentos da província do Sanmatenga, Burkina Faso

A província do Sanmatenga está dividida em onze departamentos:
- Barsalogho
- Boussouma
- Dablo
- Kaya
- Korsimoro
- Mané
- Namissiguima
- Pensa
- Pibaoré
- Pissila
- Ziga